# Gare de Nordstrand
La gare de Nordstrand est une gare ferroviaire norvégienne de la ligne d'Østfold, située à Bydel Nordstrand, quartier de la commune d'Oslo.
Mise en service en 1880, c'est une halte ferroviaire de la Norges Statsbaner (NSB). Elle est distante de 5,95 km de la gare centrale d'Oslo.

## Situation ferroviaire
Établie à 39,8 m d'altitude, La halte de Nordstrand est située sur la ligne d'Østfold, entre les gares de Nordstrand et de Hauketo.

## Histoire
L'arrêt de « Nordstrand » est mis en service le 31 mai 1880. Elle devient une station en 1900.
Nordstrand redevient une halte ferroviaire le 1er octobre 1970.
Le 3 octobre 1993 un accident ferroviaire fait cinq victimes.

## Service des voyageurs

### Accueil
C'est une halte ferroviaire sans personnel. Elle dispose d'abris sur le quai.

### Desserte
Ljan est desservie par des trains locaux en direction de Skøyen et de Ski.

### Intermodalités
Un parc à vélo y est aménagé.

## Ancien bâtiment voyageurs
L'ancien bâtiment voyageurs, conçu par l'architecte Paul Due remplace un petit édifice en 1895. Il est en service jusqu'en 1970. Toujours présent ce bâtiment, qui n'a plus d'utilisation ferroviaire a été restauré.